# Tank (brano musicale)
Tank è un brano rock strumentale della progressive rock band Emerson, Lake & Palmer, tratto dal loro album di debutto del 1970.
Apparendo nel mezzo del lato B dell'LP originale, il pezzo mostra l'unico stile percussivo di Carl Palmer. Segna anche la prima apparizione del sintetizzatore Moog.

## Descrizione

### Versione sull'album di debutto
Il brano inizia come una transizione dal finale di The Three Fates, con una sezione di batteria e un breve assolo di basso. In seguito, emerge la tastiera con un suono Clavinet. L'improvvisazione dura un minuto, dopodiché le parti di tastiera e basso si alternano a quelle di batteria, la quale prosegue con un assolo di quasi tre minuti che comprende gong e campane tubolari. Intorno a 4:05, ci sono quattro battiti di batteria modificati con frequenze basse.
La tastiera segue un riff di Fa, Sol, Si minore e La minore, su un sintetizzatore Moog con Greg Lake e Carl Palmer in un ritmo serrato. Keith Emerson intraprende in seguito un'improvvisazione di due minuti su un sintetizzatore fino alla fine del brano.

#### Sigle televisive RAI
Nel 1974, una parte del brano (dall'assolo di batteria, fino alla fine) fu la sigla della trasmissione di quegli anni del Telegiornale della RAI Stasera G7.

### Versione reincisa suWorks Volume 1
Nel 1977, gli ELP pubblicarono una seconda versione di Tank per il doppio album Works Volume 1. la versione è più veloce ed include un'orchestra sinfonica, ma non prevede lo stesso assolo di batteria. Questa versione venne eseguita anche in diretta, sul doppio album Works Live, con un esteso assolo di batteria.

## Formazione

### Emerson, Lake & Palmer
- Keith Emerson – clavinet, moog, piano[2]
- Greg Lake – basso, chitarra solista[2]
- Carl Palmer – batteria, percussioni

### Altri musicisti
- Orchestre de l'Opéra national de Paris – diretta da Godfrey Salmon [2]

### Crediti
- Greg Lake – produttore